# عبد الفتاح القاضي
عبد الفتاح القاضي، (1325 هـ/ 1403 هـ 1907م/ 1982م) من أعلام المقارئ المصرية، متخصص في علم القراءات.

## عن حياته
هو عبد الفتاح بن عبد الغني بن محمد القاضي، عالم دين مسلم من أعلام الأزهر، برع في مجال العلوم الشرعية واللغة العربية وتخصص في القراءات وعلومها، ولد في مدينة دمنهور عاصمة محافظة البحيرة بجمهورية مصر العربية في 25 من شعبان سنة 1325هـ، الموافق 14 من أكتوبر سنة 1907 م، تعلم ببلده في مدينة دمنهور وحفظ القرآن الكريم على شيخه علي عياد، وجوَّده على كل من الشيخين : محمود محمد غزال ومحمود محمد نصر الدين، وقرأ القراءات ببلده، ثم انتقل إلى القاهرة، ودرس في الأزهر حتى حصل على إجازة التخصص القديم (تعادل الدكتوراه حاليا) سنة 1355 هـ

## مناصبه
تولى رئاسة قسم القراءات التابع لكلية اللغة العربية بالأزهر، وعين مفتشا عاما بالمعاهد الأزهرية، ثم وكيلا عاما للمعاهد الأزهرية، ثم انتقل إلى المدينة المنورة، فشارك في إنشاء كلية القرآن الكريم بالجامعة الإسلامية، وتولى رئاسة قسم القراءات فيها إلى وفاته سنة 1403 هـ.

## مؤلفاته
اهتم عبد الفتاح القاضي بتأليف الكتب وكان له مؤلفات تزيد عن عشرين مصنفا في علوم القراءات وغيرها من العلوم الشرعية، ومنهم :
1. كتاب الوافي شرح على الشاطبية في القراءات السبع، شرح فيه منظومة حرز الأماني بأسلوب تعليمي ميسر
2. كتاب الإيضاح شرح على الدرة في القراءات الثلاث المتممة للقراءات العشر
3. كتاب البدور الزاهرة في القراءات العشر المتواترة من طريق الشاطبية والدرة
4. النظم الجامع لقراءة الإمام نافع
5. شرح النظم الجامع لقراءة الإمام نافع من الشاطبية
6. نظم السر المصون في رواية قالون عن طريق الشاطبية
7. شرح السر المصون في رواية قالون من الشاطبية
8. شرح منحة مولى البر فيما زاده النشر للقراء العشرة للعلامة الإبياري
9. القراءات في نظر المستشرقين والملاحدة
10. شرح ناظمة الزهر المسمى: (بشير اليسر) في علم الفواصل
11. منظومة الفرائد الحسان في عد آي القرآن
12. نفائس البيان شرح الفرائد الحسان في عدِّ أي القرآن

من علوم القرآن
1. منظومة في علم الميراث مشروحة
2. الصيام وأحكامه وسننه

وله تحقيقات على عدة كتب مطبوعة منها:
1. دليل الحيران شرح مورد الظمآن في رسم وضبط القرآن للعلامة المارغني.
2. شرح العقيلة للعلامة ابن القاصح في رسم القرآن الكريم.
3. شرح المقدمة الجزرية للشيخ خالد الأزهري.
4. تحبير التيسير في قراءات الأئمة العشرة للحافظ ابن الجزري وغير ذلك من التحقيقات.

## وفاته
توفي عبد الفتاح القاضي في القاهرة بعد مرض ألَمَّ به في المدينة المنورة، وكانت وفاته يوم الإثنين في الخامس عشر من شهر المحرم الحرام سنة 1403 هـ، الموافق 1/11/1982م، ودفن في القاهرة.

## وصلات خارجية
- إمتاع الفضلاء للبرماوي، اطلع عليه في 13 أبريل 2018م